# Kazuyo Sejima

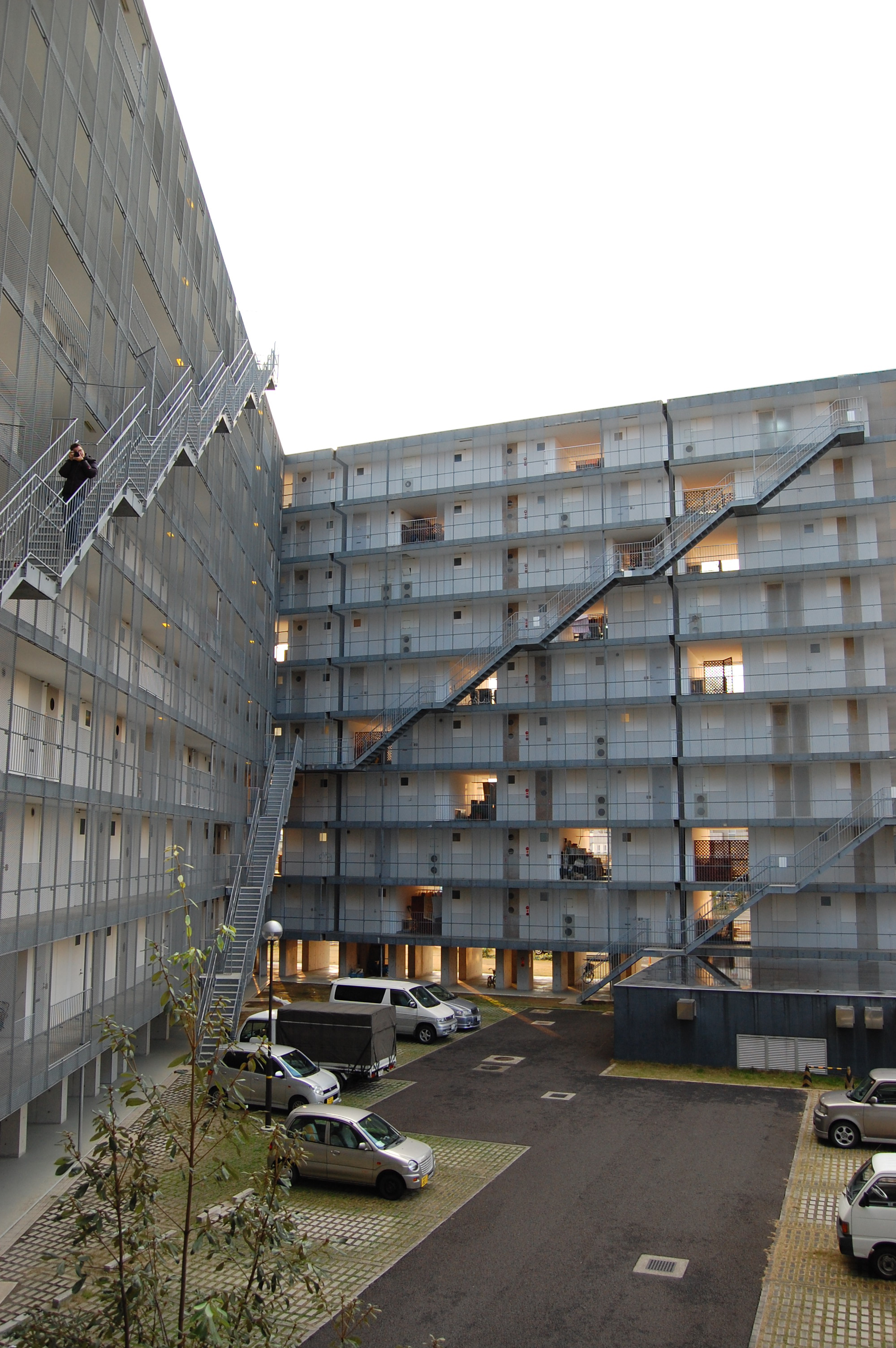
Projecte de Kigata Housing de SANAA

Kazuyo Sejima (1956, Prefectura d'Ibaraki, Japó) és una arquitecta contemporània japonesa guardonada amb el premi Pritzker 2010, juntament amb Ryue Nishizawa, amb qui forma l'estudi Sanaa. S'inscriu en la tradició minimalista i sòbria de l'arquitectura japonesa.

## Biografia
El 1981 es va graduar com a arquitecta a la Universitat de Dones del Japó, una universitat progressista en un Japó on les dones només podien estudiar en unes poques universitats. Entrà a treballar a l'estudi de Toyo Ito. El 1987 funda el seu propi estudi, anomenat Kazuyo and Associates, i finalment, el 1995, i a la ciutat de Tòkio, funda junt amb Ryue Nishizawa l'estudi d'arquitectura Sanaa (Sejima + Nishizawa and Associates). Actualment el seu despatx inclou un personal de 28 persones, i desestima créixer més, ja que implicaria assumir treballs en què ella podria implicar-se poc. La seva prticular manera de treballar l'han ajudada a definir-se en el panorama internacional. Pren la seva professió quasi com una religió, dedicant-li les jornades de sol a sol. Sejima es diferencia dels altres «arquitectes estrella» pel fet que quan accepta un projecte s'hi dedica profundament, i no es limita com molts col·legues a un esbos que els col·laboradors han d'acabar.
Segons el seu mestre Toyo Ito, Sejima crea una «arquitectura diagramàtica». Es caracteritza per una extrema lleugeresa i transparència. Destaca juntament amb la sobrietat de colors, amb molt de blancs. D'aquesta manera es potencia més que l'edifici en si la vida que a l'interior s'hi realitzarà, la vida que aportarà el color. La seva arquitectura intenta buscar diferents ambients on generar cada una de les activitats.
Sejima se centra en el camp de l'habitatge, encara que intenta compaginar amb edificis públics de mida més gran: «L'habitatge és la cèl·lula bàsica».
Sempre vol resoldre les qüestions de la planta: la relació entre l'interior i l'exterior i de les estances entre si. Actualment, però, afirma que aquesta ha estat desplaçada per la ubicació: «Cada lloc té un pes. I jo decideixo cada edifici segons el pes d'aquest lloc. Per aquest motiu procuro que els meus edificis no s'aïllin de l'exterior i a la vegada tinguin vida interior».
Kayuzo ha estat professora d'arquitectura a la Universitat de Keio, Tokyo, Japó des de 2001 i el 2006 professora visitant a l'Escola Politècnica Federal de Lausana a Suïssa i la Universitat de Princeton als Estats Units.

## Projectes
- Casa N a Kumamoto (1991-92)[6]
- Edifici d'Apartaments Gifu Kitagata, Motosu, Japó (1994-1998)
- Edifici-U, Ushiku, Japó (1996-1998)
- Casa Petita, Tòkio, Japó (1999-2000)
- HHStyle.com, Tòkio, Japó (1999-2000)
- Casa en un Hort de Pruneres, Tòkio, Japó (2003)
- Edifici Asahi Shimbun Yamagata, Yamagata, Japó (2003)
- Complex Multiús a Onishi, Onishi, Japó (2003-2005)
- Ampliació de l'Institut Valencià d'Art Modern (2003),[1] no realitzada.[7]
- Residència d'Estudiants Kozankaku, Ibaraki, Japó (2004)
- Projecte Jardins Yu-xi, Taipei, Taiwan (2005)
- Toledo Museum of Art, Ohio, 2005
- Zollverein-Kubus, Essen, 2005
- Clínica Dental, Tsuyama, Japó (2005-2006)
- Habitatges Seijo, Tòkio, Japó (2005-2007)
- Projecte Edifici Toyota Aizuma, Toyota, Japó (2006)
- Apartaments Okurayama, Yokohama, Japó (2006-2008)
- 21st Century Museum of Contemporary Art, Kanazawa[8]
- New Museum of Contemporani Art, Nova York

## Premis
- 1988 - Premi Kazuma, revista SD 1988 (Platform I & II).
- 1989 - Premi Especial d'Arquitectura Residencial de l'Associació d'Arquitectes de Tòkio (Platform I)
- 1989 - Premi Yoshizaka, Japan Architect (Platform I).
- 1990 - Menció d'Honor, Concurs La Maison de la Culture del Japó, París.
- 1990 - 2n Premi revista SD 1990 (Residència Femenina Saishunkan Seiyaku).
- 1991 - 2n Premio Concurs pel Disseny del Nasunogahara Harmony Hall.
- 1992 - Arquitecte Jove de l'Any, Institut d'Arquitectes del Japó (Residència Femenina Saishunkan Seiyaku).
- 1992 - 2n Premi, Premi '92 al Disseny d'Espais Comercials (Tenda d'Esports Castelbajac).
- 1994 - 1r Premi, Premi '94 al Disseny d'Espais Comercials (Pachinko Parlor I & II).
- 1994 - Premi Obra d'Arquitectura de l'any '94 (Casa al Bosc).
- 1995 - Seleccionada per al concurs de la Terminal Internacional de Yokohama.
- 1995 - 1r Premi Kenneth F. Brown a la Cultura i Arquitectura del Pacífic Asiàtic, Universitat de Hawaii (Residència Femenina Saishunkan Seiyaku).
- 1996 - 2n Premi Concurs pel Disseny de l'Estació de Bombers Nishi a Hiroshima.
- 1996 - 2n Premi Concurs pel Disseny del Fòrum Nagaoka Bunnka Souzou.
- 2000 - Premi d'Arquitectura Erich Schelling, Karlsruhe, Alemanya.
- 2010 - Premi Pritzker